# Coleophora expressella
Coleophora expressella é uma espécie de mariposa do gênero Coleophora pertencente à família Coleophoridae.